# 충청남도서산교육지원청
충청남도서산교육지원청(忠淸南道瑞山敎育支援廳, Seosan Office of Education)은 충청남도교육청 산하 교육지원청이다. 충청남도 서산시 문화로 112에 소재해있으며, 서산시를 관할한다. 교육장은 장학관으로 보한다.

## 산하 기관

### 초등학교
| - 가사초등학교 - 강당초등학교 - 고북초등학교 - 대산초등학교 - 웅도분교 - 동암초등학교 - 명지초등학교 - 부석초등학교 - 간월도분교 | - 부성초등학교 - 부춘초등학교 - 서동초등학교 - 서령초등학교 - 서림초등학교 - 서산대진초등학교 - 서산동문초등학교 - 서산석림초등학교 | - 서산예천초등학교 - 서산초등학교 - 성연초등학교 - 언암초등학교 - 오산초등학교 - 운산초등학교 - 운신초등학교 - 음암초등학교 | - 인지초등학교 - 차동초등학교 - 팔봉초등학교 - 고파도분교 - 학돌초등학교 - 해미초등학교 |

### 중학교
| - 고북중학교 - 대산중학교 - 대철중학교 - 부석중학교 | - 서령중학교 - 서산명지중학교 - 서산부춘중학교 - 서산석림중학교 | - 서산여자중학교 - 서산중학교 - 서일중학교 - 성연중학교 | - 음암중학교 - 인지중학교 - 팔봉중학교 - 해미중학교 |